# Бриджит Джоунс: Луда по онова момче
„Бриджит Джоунс: Луда по онова момче“ (на английски: Bridget Jones: Mad About the Boy) е романтична комедия от 2025 г. на режисьора Майкъл Морис, базирана на едноименния роман, написан от Хелън Филдинг през 2013 г. Филмът е съвместна продукция на Великобритания, Франция и САЩ и е четвъртата част от филмовата поредица „Бриджит Джоунс“ и е продължение на „Бриджит Джоунс: Бебе на хоризонта“ (2016). Участват Рене Зелуегър, Хю Грант, Ема Томпсън, Чуетел Еджиофор, Лео Удол, Джим Броудбент, Джема Джоунс, Айла Фишър, Джосет Саймън, Нико Паркър и Лейла Фарзад.
Премиерата на филма първоначално излиза във Франция на 12 февруари 2025 г., както и в САЩ и Великобритания на 13 февруари 2025 г. в стрийминг платформата „Пийкок“ и по кината в разпространение от „Юнивърсъл Пикчърс“ .

## Актьорски състав
- Рене Зелуегър – Бриджит Джоунс
- Мила Янкович – Мейбъл Джоунс-Дарси
- Каспър Нопф – Уилям „Били“ Джоунс-Дарси
- Хю Грант – Даниел Клийвър
- Ема Томпсън – Доктор Роулингс
- Чиуетел Еджиофор – г-н Скот Уалакър
- Лео Уудал – Рокстър
- Колин Фърт – Марк Дарси
- Джим Броудбент – Колин Джоунс, баща на Бриджит
- Джема Джоунс – Памела Джоунс, майка на Бриджит
- Айла Фишър – Ребека, новата съседка на Бриджит
- Жозет Саймън – Талита
- Нико Паркър – Клоуи
- Лейла Фарзад – Николет
- Сара Солемани – Миранда
- Сали Филипс – Шарън
- Шърли Хендерсън – Джуд
- Джеймс Калис – Том
- Силия Имри – Уна Алконбъри
- Иън Мидлейн – Пол